# Ортостатска хипотензија
Ортостатска хипотензија, која се назива и положајна или постурална хипотензија, је поремећај аутономног нервног система при чему настаје синкопа када се болесник нагло подигне и заузме усправан положај тела.

## Епидемиологија
Овај симптом је веома чест и његова распрострањеност расте са годинама. Прелази 15% код особа старијих од 65 година. Може прећи 60% код пацијената хоспитализованих у геријатријским одељењима. Присутна је у више од четвртине дијабетичара типа 2.
Утврђено је и да повећава ризик од кардиоваскуларних болести и смрти код средовечних људи.

## Патофизиологија
Настанак ове појаве након промене положаја тела, обично када особа устане или из седећег или лежећег положаја, није потпуно разјашњена. Најприхватљивија теорија је она која ову појаву тумачи поремећајем функције барорецепторних рефлекса који регулишу отицање крви у доње удове и у унутрашње органе. Обично је пролазна и представља кашњење у нормалној компензационој способности аутономног нервног система.
При покушају устајања долази до рефлексне контракције артериола и смањеног враћања венске крви. Ово је праћено непосредним падом крвног притиска, а потом и краткотрајним губитком свести.  Често се примећује код хиповолемије и као резултат примена различитих лекова. Поред лекова за снижавање крвног притиска, многи психијатријски лекови, посебно антидепресиви, могу имати овај нежељени ефекат.
У трудноћи, неким деегенеративним обољерњима централног нервног система, као и код периферних неуропатиј, ортостатска хипотензија је часта појава.
Ортостатска хипотензија може бити нежељени ефекат одређених антидепресива, попут трицикличних антидепресива, или инхибитора моноаминооксидазе (МАОИ).
Марихуана и тетрахидроканабинол могу повремено произвести изразиту ортостатску хипотензију.
Алкохол може појачати ортостатску хипотензију до нивоас синкопе.
Ортостатска хипотензија такође може бити нежељени ефекат алфа-1 блокатора (алфа1 адренергичких блокатора). Алфа1 блокатори инхибирају вазоконстрикцију коју иницира барорецепторски рефлекс након постуралне промене и последичног пада притиска.

## Клиничка слика
У артостатској хипотензији синкопа настаје нагло и без продромалних симптома. Знатно нижи крвни притисак у стојећем ставу  од притиска у лежећем положају основни је дијагностички знак, који понекад може бити удружен са ортостатском тахикардијом.

## Дијагноза
Једноставна мерења крвног притиска и срчане фреквенције док пацијент лежи, седи и стоји (са двоминутним закашњењем између сваке промене положаја) могу да потврде присуство ортостатске хипотензије. Извођење ових мерења познато је као одређивање ортостатског виталног знака 
Ортостатска хипотензија је доказана ако дође до пада систолног притиска за 20 ммХг (и пада дијастоличког притиска од 10 ммХг) и повећања срчане фреквенције од 20 откуцаја у минути.

## Терапија
Обуставити примену штетних медикамената. Могу се дати течности преко уста или у виду интравенске инфузије 5% глукозе.

### Лекови
Лек мидодрине може користити људима са ортостатском хипотензијом, Главни нежељени ефекат је пилоерекција.
Такође се користи флудрокортизон, мада је његова примена заснован на ограниченијим доказима.
Бројни други лекови имају незнатне доказе који поткрепљују њихову употребу као нпр.  индометацин, флуоксетин, антагонисти допамина, метоклопрамид, домперидон, инхибитори моноаминооксидазе са тирамином (могу да произведу озбиљну хипертензију), оксилофрин, калијум хлорид и јохимбин.

## Мере превенције
Болесника упозорити да поступно устаје и мења положај тела, да спава на уздигнутом узглављу и да користи и носи еластичне чарапе.

## Прогноза
Ортостатска хипотензија може проузроковати случајне падове. Такође је повезан са повећаним ризиком од кардиоваскуларних болести, срчане инсуфицијенције и можданог удара. Постоје и подаци посматрања који сугеришу да ортостатска хипотензија у средњем добу повећава ризик од евентуалне деменције и смањене когнитивне функције.